# КАНТ Z-1007
КАНТ Z-1007/ CANT Z.1007 је италијански средњекрилни једнокрилац, тромоторни вишенаменски авион, најчешће се користио као бомбардер у периоду уочи у току и непосредно после Другог светског рата.

## Пројектовање и развој
Године 1934. Regia Aeronautica RA (Италијанско ратно ваздухопловство) је затражила од италијанских произвођача авиона да поднесу предлоге за нови средњи бомбардер. Спецификацијом су захтевани: брзине од 330 km/h на 4.500 m и 385 km/h на 5.000 m, долету од 1.000 km и носивост 1.200 kg бомби. На конкурсу су учествовали Пијађио, Маки, Бреда, Капрони и Фиат. Од понуђених авиона изабрани су тромоторци: Савоја-Маркети SM.79 и КАНТ Z-1007, и двомоторац Фиат BR.20.
На основу овог захтева, главни конструктор фирме Cantieri Aeronautici e Navali Triestini (CANT) инжењер Filippo Zappata, је 1935. године паралелно пројектовао два средња бомбардера, двомоторни КАНТ Z.1011 и тромоторни КАНТ Z.1007. Предвиђено је да оба имају линијске моторе Isotta Fraschini Asso XI.RC од 619 кW (830 КС) и да су дрвене конструкције.
Авион Z.1011 је извео свој први лет 2. марта 1936. са радијалним мотором Gnome-Rhône Mistral Major RC снаге 710 kW (950 KS). Ти мотори су убрзо замењени линијским моторима V-12 Isotta-Fraschini Asso XI. RCs снаге 610 kW (820 KS). Направљено је пет прототипова Z.1011 и послато на тестирање.
Први прототип авиона Z.1007 је полетео у марту 1937. године, показао се супериорнијим у односу на Z.1011, уз похвале његовој управљивости и агилности. Његове перформансе биле су испод оних дефинисаних захтевом RA. Без обзира на то, RA се одлучила за тај авион а CANT и његов главни инжењер Запата су приступили препројектовању авиона како би испунио захтеве RA.
Пет авиона Z.1011 направљених пре него што се Regia Aeronautica RA одлучила за тромоторни Z.1007, кориштени су за транспорт и обуку пилота кадета.
Преправка авиона Z.1007 се није зауставила само на повећавању снаге мотора него је дошло до тоталне ревизије комплетног пројекта тако да је добијен потпуно нови авион коме је остала само ознака Z.1007bis уз додатак bis. Авион је потпуно дрвене конструкције, чистих аеродинамичких линија са три мотора два на крилима и трећи на клјуну авиона. Користили су се различити мотори али у највећем броју примерака уграђивани су мотори Piaggio P.XI R.2C 40 снаге 1012KS(745 kW). Сва три точка стајног трапа су се у току лета увлачили и тело авиона. Предњи точкови у гондоле мотора а задњи точак у труп авиона. Овај авион је био произведен у највећем броју примерака у односу на остале авионе из породице. Побољшавање се вршило паралелно са производњом, тако да се авиони истог типа а из две различите серије међусобно разликују.
Следеће побољшање овог авиона се огледа кроз авион Z.1007ter. Авион је првенствено замишљен ка транспортни, Међутим због својих квалитета послужио је као вишенаменски авион.
Једна од верзија је био авион Z.1015, предложен је као експериментална верзија Z.1007 већ 1938. године, али није разматран све до 1942. године, када је Алфа 135 замењена моторима Piaggio P.XIX RC.35. Имао је брзину од 563 km/h, захваљујући укупно уграђених преко 4.000 КС. Успешно је тестиран као торпедни авион, али није оперативно коришћен и није се производио. Све време рата овај авион се користио као војни поштански авион.
Последњи авион из ове фамилије је био КАНТ Z.1018. То је био двомоторни авион са моторима Piaggio P.XII RC.35 снаге 1.350KS(992 kW), потпуно металне монокок конструкције (костур од дуралуминијума а облога од легуре лаких метала). Кад се појавио био је то савремени авион и по техничким решењима а и по технологији израде. Користио се као средњи бомбардер и торпедни авион. Први пут је полетео 9. октобра 1939. године али као авион дрвене конструкције. У оперативну употребу је ушао 1942. због перипетија са моторима. Његове максималне способности нису могле да дођу до изражаја због малог броја авиона и кратког века употребе.
Заједничка карактеристика свих авиона из ове фамилије је то да су сви са мање или више успеха покривали следеће области: бомбардовање, поморско патролирање, против бродска дејства, извиђачко обавештајну делатност а кад су застаревали служили су за транспорт и обуку пилота.

## Технички опис
Овде ће бити описан авион Z.1007bis као најизразитији примерак ове фамилије авиона.
Труп авиона Z.1007bis је округлог или елипсастог попречног пресека. Носећа конструкција је монокок направљена од међусобно повезаних ребара и обложена шперплочама. Само су облоге мотора и гондоле на крилима биле направљене од метала. Труп авиона је био довољно простран да се у њега може сместити посада од пет чланова и потребна опрема у зависности од намене авиона. Ако је авион извиђачки он је био опремљен радио станицом и фотографском опремом као и наоружањем за одбрану авиона, бомбардерска верзија овог авиона могла је да понесе у трупу 1.200 kg слободно падајућих бомби. На горњој страни трупа налазила се купола од плексигласа у којој се налазио стрелац са митраљезом. Просторно посматрано кабина пилота, навигатора и бомболук представљају посебне целине. Пилоти су седели у тандем распореду (један иза другог). У циљу повећања долета авиона, један или два додатна резервоара могла су да се уграде у одељак за бомбе. Ово је нарочито корисно за авионе који су летели у пратњи конвоја и патролирали морским пространствима.
Овај авион је био опремљен са три радијална ваздухом хлађена мотора са 14 цилиндара (дупла звезда) Piaggio P.XI R.C.40 снаге 1012KS(745 kW). На вратилу мотора су обично биле трокраке металне елисе променљивог корака у току лета. Мотори су били постављени на челичне носаче и обложени алуминијумским лимом. На предњем делу капотаже мотора налазио се отвор за улазак хладног ваздуха за хлађење мотора.
Крила авиона су била дрвене конструкције са три рамењаче, облепљена готово целом својом површином шперплочама, само су закрилца и елерони пресвучени импрегнираним платном. На крилима су се налазила проширења на којима су били причвршћени мотори а са доње стране је био простор за смештај точкова и хидрауличног система за увлачење точкова. На подвесним носачима испод крила авион је могао да понесе 1.000 kg бомби.
Репни делови авиона су изведени као дрвена конструкција с тим што су непокретни делови репа били обложени дрвеном лепенком а покретни импрегнираним платном. Код овог авиона постоје два модела. Један има класичан реп тј. са једним вертикалним стабилизатором а други модел има удвојени вертикални стабилизатор.
Стајни трап му је класичан, имао је две предње главне ноге са нископритисним гумама, предњи точкови су се уз помоћ хидрауличног уређаја увлачили уназад у гондоле мотора у току лета, а задњи се у току лета увлачио у труп авиона.

## Верзије
- Z.1011 - прототип средњег бомбардера са 2 мотора Isotta-Fraschini Asso XI. RCs (5 ком).
- Z.1007 - први серијски модел са 3 мотора Isotta Fraschini Asso XI,(34 ком).
- Z.1007bis - други серијски модел са 3 мотора Piaggio P.XI R.2C 40,(450 ком).
- Z.1007ter - трећи серијски модел са 3 мотора Piaggio P.XIX, (50 ком).
- Z.1015 - војни поштански авион са 3 мотора Piaggio P.XIX RC.35,(1 ком).
- Z.1018 - војни вишенаменски авион са 2 мотора Piaggio P.XII RC.35,(20 ком).

### Табела техничких података за авионе КАНТ.1007 - 1018
| Тип КАНТ авиона | Z 1011                   | Z 1007                   | Z 1007bis           | Z 1007ter         | Z 1015              | Z 1018              |
| --------------- | ------------------------ | ------------------------ | ------------------- | ----------------- | ------------------- | ------------------- |
| Намена          | Бомбардер                | Бомбардер                | Бомбардер           | Бомбардер         | Поштански           | Бомбардер           |
| Година          | 12.03.1936.              | 03.1937.                 | 07.1939.            | 1943.             | 20.01.1939.         | 1942.(9.10.39)      |
| Посада          | 3                        | 5                        | 5                   | 5                 | 4                   | 5                   |
| Дужина          | 17,00 m                  | 17,80 m                  | 18,35 m             | 18,35 m           | 17,80 m             | 17,60 m             |
| Размах          | 28,05 m                  | 24,80 m                  | 24,80 m             | 24,80 m           | 24,80 m             | 22,50 m             |
| Висина          | 5,25 m                   | 5,22 m                   | 5,22 m              | 5,22m             | 5,30 m              | 6,10 m              |
| Површ. крила    | 78,00 m²                 | 63,10 m²                 | 70,00 m²            | 70,00 m²          | 77,00m²             | 63,10 m²            |
| Маса празног    | 5.700 kg                 | 8.816 kg                 | 9.396 kg            | 9.000 kg          | 9.000 kg            | 8.800 kg            |
| Маса полетна    | kg                       | 12.733 kg                | 13.621 kg           | 10.465 kg         | 13.600 kg           | 11.500 kg           |
| Број мотора     | 2                        | 3                        | 3                   | 3                 | 3                   | 2                   |
| Мотор           | Isotta Fraschini Asso XI | Isotta Fraschini Asso XI | Piaggio P.XI R.C.40 | Piaggio P.XIX     | Piaggio P.XIX RC.35 | Piaggio P.XII RC.35 |
| Снага           | 820KS(610 kW)            | 830KS(619 kW)            | 1012KS(745 kW)      | 1150KS(845 kW)    | 1500KS(1102 kW)     | 1.350KS(992 kW)     |
| Max. брзина     | 370 km/h                 | 380 km/h                 | 458 km/h            | 490 km/h          | 563 km/h            | 525 km/h            |
| Плафон          | 8.000 m                  | 7.500 m                  | 7.500 m             | 7.500 m           | 8.000 m             | 8.500 m             |
| Долет           | 2.000 km                 | 1.500 km                 | 1.795 km            | 2.250 km          | 1.500 km            | 1.335 km            |
| Брзина пењања   | 263m/min                 | 343m/min                 | 394 m/min           | 465 m/min         | m/min               | 529 m/min           |
| Наоружање       | 2х7,7mm                  | 1x12,7mm; 1x7,7mm        | 2x12,7mm; 2x7,7mm   | 2x12,7mm; 2x7,7mm | ненаоружан          | 3x12,7mm; 2x7,7mm   |
| Носивост бомби  | 1.000 kg                 | 800 kg                   | 1.200+1.000 kg      | 1.000 kg          | 2.000 kg            | 1.550 kg            |

## Галерија
- КАНТ .
- Прототип авиона КАНТ Z.1007.
- КАНТ .
- КАНТ .
- КАНТ .

## Земље које су користиле авион КАНТ Z-1007
- Краљевина Италија
- Трећи рајх
- Слободна Француска
- Хрватска - НДХ

## Оперативно коришћење
Овај авион је учествовао на готово свим ратиштима на којима је учествовала италијанска војска или војске њених савезника. Прво учешће је било у Бици за Британију када су са белгијских аеродрома полетали у напад или стратешко извиђање Енглеске територије. Касније су следиле инвазија на Грчку, ратне операције на Медитерану и северној Африци. Овај авион је значајно учествовао у бомбардовању Малте полећући са Сицилије и на крају учествујући на источном фронту против Совјетског Савеза.

### Коришћење авиона КАНТ Z-1007 на југослованском подручју
У Априлском рату 1941. Италијани су користили 49 ових авиона за офанзивно бомбардовање (аеродром Мостар и приморски југословенски градови). После капитулације Краљевине Југославије овај авион није коришћен на овом подручју. У јесен 1943. године након капитулације Италије три авиона овог типа су летела у саставу Хрватске Зракопловне Легије (организационо је припадала Луфтвафе-у).
У италијанском ваздухопловству које је оперисало у сарадњи са земљама антихитлерове каолиције, авиони овог типа су коришћени за дотур материјала дивизији Гарибалди која ја ратовала у саставу НОВЈ (Народно Ослободилачке Војске Југославије) и партизанским јединицама НОВЈ углавном у Црној Гори.

### Сачувани примерци авиона
Нажалост, данас не постоји ниједан преживели авион КАНТ Z.1007 Алционе.